# Quarles
Quarles (ook Quarles de Quarles, Quarles van Ufford, Quarles d'Ufford, van de Merwede Quarles van Ufford en Twiss Quarles van Ufford) is een Nederlands geslacht waarvan leden vanaf 1815 tot de Nederlandse adel behoren en sinds 1992 tot de Belgische adel.

## Geschiedenis
De stamreeks begint met de uit Norfolk komende William Quarles wiens zoon John vanaf 1524 wordt vermeld en die in 1570 schepen van het lakenkopersgilde in Londen werd. Een directe nazaat, Willem († 1688), geboren in Engeland, was in dienst van de VOC, vestigde zich in de Nederlanden en was in 1670 schepen van Schieland; hij werd de stamvader van de Nederlandse takken: een kleinzoon, Willem (1717-1781), werd de stamvader van de baronale tak Quarles de Quarles, een andere kleinzoon, Lodewijk (1719-1781), werd de stamvader van de ongetitelde adellijke tak Quarles van Ufford.
Willem Quarles de Quarles (1717-1781) werd op 14 oktober 1751 verheven tot baron des H.R.Rijks. Op 16 september 1815 volgde inlijving en verheffing in de Nederlandse adel voor verschillende nakomelingen van Willem († 1688); volgens de eerste adelslijst kreeg Pieter Willem Lodewijk de Quarles de Quarles (1758-1826) verlening van de titel van baron op allen (terwijl aan de tak Quarles van Ufford alleen het predicaat toekomt).
Sinds 1992 behoort jhr. Alexandre Quarles van Ufford (1956) met zijn nageslacht tot de Belgische adel; hij is een zoon van de Nederlandse ambassadeur jhr. mr. Bryan Quarles van Ufford (1920-1975) die getrouwd was met de Belgische jkvr. Marie-Emilie van der Linden d'Hooghvorst (1918-1991).

## Enkele telgen
- Mr. Pieter Quarles (1677-1744), advocaat-fiscaal over 's lands vloot, pensionaris van Gorinchem; gehuwd met Cornelia Splinter van Loenersloot (1677-1750)
  -  Mr. Willem des H.R. Rijksbaron Quarles de Quarles (1717-1781); trouwde in 1757 met Louise Henriette van Wijhe, vrouwe van Tedingsweerd (1726-1782), dochter van Henriette Philippine van Brakell, vrouwe van Tedingsweerd; stamvader van de tak Quarles de Quarles
    -  Pieter Willem Lodewijk baron Quarles de Quarles, heer van Tedingsweerd (1758-1826), raad, schepen en burgemeester van Tiel
      -  Charles Henri Louis baron Quarles de Quarles (1810-1882), militiecommissaris in Noord-Brabant
        -  Pierre Guillaume Louis baron Quarles de Quarles (1853-1917), kolonel-titulair, militiecommissaris in Overijssel
        -  Alexander Johan baron Quarles de Quarles (1855-1914), gouverneur van Celebes

      -  Emilie Anne Adelaïde barones Quarles de Quarles (1820-1897); gehuwd met Samuel John graaf van Limburg Stirum (1797-1881), schout-bij-nacht, lid Hoog Militair Gerechtshof

    -  Louis Jacques Arthur baron Quarles de Quarles (1812-1872), commandant van de mariniers te Hellevoetsluis

  -  Mr. Lodewijk Quarles (1719-1781), schepen en burgemeester van Gouda, raad ter admiraliteit van Amsterdam, gedeputeerde in de Staten-Generaal; stamvader van de tak Quarles van Ufford
    -  Mr. Willem Quarles van Ufford (1751-1815), commies en griffier van de Staten-Generaal, lid departementaal bestuur van Holland
      -  Jhr. Louis Quarles van Ufford (1782-1839), marine-officier, hoogheemraad van Delfland
        -  Jhr. mr. Willem Quarles van Ufford (1812-1867), ambtenaar bij de Raad van State, gemeenteraadslid in Den Haag, hoogheemraad van Delfland
          -  Jhr. Louis Pierre Quarles van Ufford (1853-1904), hoogheemraad van Delfland
            -  Jhr. Adriaan Gerrit Quarles van Ufford (1878-1926), rijksinspecteur van spoor- en tramwegen
            -  Jhr. Karel Frederik Quarles van Ufford (1880-1942), officier der artillerie, voorzitter Fédération Équestre Internationale
              -  Jkvr. dr. Hortense Anne Louise Elisabeth Quarles van Ufford (1907-2002), wetenschappelijk hoofdmedewerker klassieke archeologie aan de Universiteit Leiden; gehuwd met prof. dr. Alexander Willem Byvanck (1884-1970), hoogleraar archeologie

            -  Jhr. mr. Johan Willem Quarles van Ufford (1882-1951), commissaris der koningin in Zeeland
              -  Jhr. mr. Maurits Lodewijk Quarles van Ufford (1910-1944), burgemeester van IJsselmuiden
              -  Jhr. mr. Willem Frederik Quarles van Ufford (1913-2005), burgemeester van Fijnaart en Heijningen, van Willemstad, en van Putten

            -  Jkvr. Jenny Louise Quarles van Ufford (1883-1969); gehuwd met mr. Steven Nicolaas Boudewijn Halbertsma (1884-1965), rechter, raadsheer bij de Bijzondere Raad van Cassatie
            -  Jkvr. Carolina Frederika Henriette Quarles van Ufford, vrouwe van Geldrop (1887-1972); gehuwd met Jan Maximiliaan baron van Tuyll van Serooskerken (1886-1938)
              -  Hendrik Nicolaas Cornelis baron van Tuyll van Serooskerken, heer van Heeze, Leende en Zesgehuchten  (1916-2017), burgemeester van Doesburg en van Lochem

            -  Jhr. ir. Jacob Anton Quarles van Ufford (1889-1947), civiel ingenieur, hoogheemraad van Delfland;
              -  Jhr. Louis Pierre Quarles van Ufford (1927-1986), burgemeester van 's-Gravenpolder, van Nisse, van Hengelo en van Dalfsen
              -  Jhr. dr. Joan Jacob Quarles van Ufford (1932), bestuurslid van het Wereldnatuurfonds, secretaris van de ridderschap van Utrecht
                -  Jhr. drs. Robert Jan Quarles van Ufford (1967), diplomaat en ambtenaar bij het ministerie van Buitenlandse Zaken

            -  Jkvr. Wilhelmina Catharine Quarles van Ufford (1892-1977); gehuwd met Johannes Kneppelhout (1890-1976), burgemeester van Hendrik-Ido-Ambacht en van Winterswijk

        -  Jhr. Adrien Corneille Philippe Quarles van Ufford (1818-1892), rijksbetaalmeester
          -  Jhr. Adriaan Willem Quarles van Ufford (1848-1884), officier van de genie
            -  Jhr. Constant Louis Humphrey Quarles van Ufford (1881-1961), militair, ordonnansofficier van koningin Wilhelmina
              -  Jhr. Leopold Quarles van Ufford (1921-2019), ambassadeur te Abidjan, Rio de Janeiro, Brasilia en Lissabon, permanent vertegenwoordiger bij de Verenigde Naties

          -  Jkvr. Johanna Clementina Quarles van Ufford (1851-1931); gehuwd met Jan Hudig (1838-1924), Rotterdamse havenbaron en wethouder
          -  Jkvr. Constance Louise Quarles van Ufford (1858-1911); gehuwd met mr. Christiaan Gerhard von Reeken (1854-1907), rechter bij de rechtbank Haarlem
          -  Jhr. Willem Carel Quarles van Ufford (1862-1940), rechter bij de rechtbank Roermond en de rechtbank Amsterdam

        -  Jkvr. Quirina Jacoba Louisa Quarles van Ufford (1822-1885); gehuwd met jhr. Adriaan Willem Anne Gevers Deynoot (1811-1893), generaal-majoor der artillerie

      -  Jhr. Joan Quarles van Ufford (1783-1849), lid Provinciale Staten en Gedeputeerde Staten van Zuid-Holland
        -  Jhr. mr. Joan Quarles van Ufford (1821-1856); gehuwd met zijn nicht jkvr. Johanna Maria Quarles van Ufford (1827-1869)
          -  Jhr. mr. Jan Hendrik Jacob Quarles van Ufford (1855-1917), burgemeester van Axel, van Noordwijk, lid van de Tweede Kamer, lid van de Raad van State
            -  Jhr. Joan Quarles van Ufford (1888-1921), burgemeester van Workum

      -  Jhr. mr. Pierre Philippe Quarles van Ufford (1784-1857), lid van de vroedschap en de gemeenteraad van Den Haag, ontvanger directe belastingen
        -  Jhr. Joan Quarles van Ufford (1820-1899), ambtenaar en eigenaar suikerfabriek
          -  Jhr. Jacob Karel Willem Quarles van Ufford (1854-1933), zoutzieder en fabrikant
            -  Jhr. Otto Jan Quarles van Ufford (1881-1958), secretaris van het hoofdbestuur van het Nederlandse Rode Kruis

          -  Jhr. Henry Jacob Quarles van Ufford (1858-1930)
            -  Jhr. dr. Cypriaan Gerard Carel Quarles van Ufford (1891-1985), burgemeester van Apeldoorn en commissaris der Koningin in Gelderland
              -  Jhr. Carel Cypriaan Gerard Quarles van Ufford (1933), kunsthistoricus

        -  Jhr. Hendrik Quarles van Ufford (1822-1860), militair
          -  Jhr. Gerard Charles Quarles van Ufford (1865-1952)
            -  Jkvr. Madeleine Quarles van Ufford (1894-1975); trouwde in 1925 met prof. dr. Adam Reichstein (1899-1988), chemicus
            -  Jkvr. Henriette Louise Quarles van Ufford (1898-1993); trouwde in 1927 met Nobelprijswinnaar prof. dr. Tadeus Reichstein (1897-1996)
            -  Jkvr. Maria Catharina Quarles van Ufford (Mies, Mischa; 1901-1978), kunstenares; trouwde in 1919 met Ignaz Epper (1892-1969), kunstschilder, naamgevers van de Fondazione Ignaz e Mischa Epper te Ascona

          -  Jhr. Henri Louis Quarles van Ufford (1867-1935), directeur zeehaven en kolenstation Sabang, voorzitter Nederlands Bijbelgenootschap

      -  Jhr. Jacques Jean Quarles van Ufford (1788-1855), minister van Marine a.i.

    -  Jhr. mr. Pierre Nicolas Quarles van Ufford (1757-1834), raadslid van Haarlem, president van de rechtbank aldaar, directeur van de Hollandsche Maatschappij van Wetenschappen
      -  Jhr. Louis Jacques Quarles van Ufford (1796-1872), raadslid en wethouder in Haarlem, lid Provinciale Staten en Gedeputeerde Staten van Noord-Holland
        -  Jhr. Pierre Nicolas Quarles van Ufford (1825-1901), hoogheemraad van de Anna Pauwlonapolder
          -  Jhr. Pieter Quarles van Ufford (1860-1932), zoutfabrikant; gehuwd met Henriette Cornelia de Favauge, vrouwe van Zandvoort (1863-1948)
            -  Jhr. Louis Jacques Quarles van Ufford (1891-1971), sportbestuurder

      -  Jhr. Pierre Nicolas Quarles van Ufford (1797-1874), rechter in de rechtbank Zutphen; gehuwd met Sippina Johanna van de Merwede (1801-1874)
        -  Jhr. Pieter Nicolaas Marie van de Merwede Quarles van Ufford (1832-1917), verkreeg bij KB van 27 september 1855 naamswijziging naar van de Merwede Quarles van Ufford
        -  Jhr. Philip Everard van de Merwede Quarles van Ufford (1834-1911), verkreeg bij KB van 27 september 1855 naamswijziging naar van de Merwede Quarles van Ufford

      -  Jhr. Henri Quarles van Ufford (1811-1887), officier der cavalerie; gehuwd met jkvr. Louise Elisabeth Marie Quarles van Ufford, daarna haar zus jkvr. Perette Cécile Quarles van Ufford
        -  Jhr. Louis Corneille Quarles van Ufford (1842-1888); gehuwd met Margaretha Catharina Willink van Collen (1853-1935), dochter van jkvr. Johanna Maria Elisabeth van Collen, vrouwe van Gunterstein en Tienhoven (1820-1853) waardoor Gunterstein in de tak Quarles van Ufford kwam
          -  Jhr. dr. Louis Henri Quarles van Ufford, heer van Gunterstein en ambachtsheer van Tienhoven (1883-1950), conservator van de Hortus en het botanisch laboratorium van de Universiteit Utrecht
            -  Jhr. Louis Albert Quarles van Ufford (1916-1994), burgemeester
            -  Jhr. Wilhem Herman Daniël Quarles van Ufford (1929-2017), burgemeester en directeur van het Kabinet der Koningin

      -  Jhr. Mr. Eduard Quarles van Ufford (1818-1903)
        -  Jhr. Edouard Quarles van Ufford (1854-1942), burgemeester van Maartensdijk; gehuwd met Clara Catharina Mary Twiss (1867-1927)
          -  Jhr. mr.  John Edward Willem Twiss Quarles van Ufford, (1889-1942), officier van justitie en gemeenteraadslid, gefusilleerd in concentratiekamp Sachsenhausen; verkreeg bij KB van 24 augustus 1917 naamswijziging tot Twiss Quarles van Ufford
            -  Jhr. John Eduard Willem Twiss Quarles van Ufford (1921-2007), kabinetschef burgemeester van Utrecht
              -  Jhr. drs. Jack Robert Twiss Quarles van Ufford (1960), diplomaat, Nederlands ambassadeur in Litouwen

          -  Jhr. Elise Willem Maarten Quarles van Ufford (1896-1957)
            -  Jhr. mr. Bryan Edward Quarles van Ufford (1920-1975), diplomaat, ambassadeur te Parijs en Luxemburg
              -  Jhr. Alexandre Theodore Quarles van Ufford (1956)